# Lionel Abrahams
Pour les articles homonymes, voir Abrahams.
Lionel Abrahams (11 avril 1928 - 31 mai 2004) était un romancier, poète, éditeur, critique, essayiste et éditeur sud-africain.

## Biographie
Il est né à Johannesbourg où il a vécu toute sa vie. Il est né avec une paralysie cérébrale et a dû utiliser un fauteuil roulant jusqu’à l’âge de 11 ans. Plus connu pour sa poésie, il fut chaperonné par Herman Charles Bosman, et il a plus tard édité sept volumes de Bosman à titre posthume. Abrahams devint par la suite l’une des figures les plus influentes de la littérature sud-africaine,, publiant de nombreux poèmes, essais et deux romans. Par le biais de Renoster Books, il a publié des œuvres d’Oswald Mbuyiseni Mtshali et de Mongane Wally Serote annonçant l’émergence de la poésie noire à l’époque de l’apartheid,.
Un gage de son rôle important dans l’émergence des écrivains noirs est donné par son ami proche, l’écrivain Jillian Becker.
En 1986, il a épousé Jane Fox . Cette même année, l’Université du Witwatersrand et l’Université du Natal lui décernèrent des doctorats honorifiques en littérature.

## Œuvres

### Romans
- The Celibacy of Felix Greenspan: A novel in 18 stories, Bateleur Press, 1977
- The White Life of Felix Greenspan, M&G Books, 2002

### Poésie
- Journal of a New Man, Ad Donker, 1984
- The Writer in Sand, Ad Donker, 1988
- A Dead Tree Full of Live Birds, Snail Press Publications, 1988
- Chaos Theory of the Heart, Jacana Media, 2005
- To Halley's Comet